# William S. Fischer
 William Samuel „Bill“ Fischer (* 5. März 1935 in Shelby, Mississippi; † 22. Mai 2023) war ein US-amerikanischer Musiker (Keyboard, Synthesizer, Saxophon), Komponist und Arrangeur in den Bereichen von Fusion, Soul, Jazz und der Filmmusik.

## Leben und Wirken
Fischer begann mit sieben Jahren Piano und mit 13 Jahren Saxophon zu spielen. Er studierte an der Xavier University in New Orleans, bei Gottfried von Einem an der Akademie für Musik und Darstellende Kunst Wien und am Colorado College in Colorado Springs, wo er 1962 den Master erwarb. Nachdem er bereits in den 1950er Jahren als Jazzmusiker gearbeitet hatte, betätigte sich in den 1960er und 1970er Jahren bevorzugt als Komponist, Arrangeur, Produzent, musikalischer Leiter und Verleger. Daneben unterrichtete er von 1962 bis 1966 an der Xavier University und war zwischen 1967 und 1975 in Schulen in New York tätig; 1966/67 war er Artist in Residence am Newport and Cardiff College in Wales. Nach mehreren Kompositionen für Orchester und Chor komponierte er 1968/69 zwei Werke (Concerto Grosso, No. 1 & 2) für Orchester und Jazzensemble. Fischer war 1968 als Saxophonist und Arrangeur an der Produktion The Rise and Fall of Third Stream von Joe Zawinul beteiligt.
Ab Ende der 1960er Jahre war Fischer musikalischer Direktor bei Atlantic Records und arrangierte Aufnahmen von Wilson Pickett, Les McCann, Eugene McDaniels und Roberta Flack (Hey, That’s No Way to Say Goodbye 1969). Ab Anfang der 1970er Jahre arbeitete er als Filmkomponist und war als Arrangeur und Komponist u. a. für Gene Ammons (The Black Cat, 1970,) Herbie Mann, Roy Ayers, Nat Adderley (Calling Out Loud ), David Fathead Newman und Johnny Hammond Smith (What’s Going On ) tätig. Unter eigenem Namen spielte er 1970 für Manns Label Embryo das Album Circles ein, eine Mischung Soul und Jazz-Rock; mitwirkende Musiker waren die Gitarristen Hugh McCracken und Eric Weissberg, Ron Carter am E-Bass und Billy Cobham am Schlagzeug, hinzu kam der R&B-Sänger Bill Robinson. 1972 folgte das Album Akelarre Sorta mit Funk-Versionen baskischer Folksongs. Seine Kompositionen wie You Should've Seen The Way, Sense Of No Return oder St. M wurden auch von Andy Bey und Idris Muhammad eingespielt. Mitte der 1970er Jahre wirkte er bei Roland Kirks Album Kirkatron, Anfang der 1980er Jahre bei McCoy Tyners La Leyenda De La Hora (The Legend of the Hour) und bei Pharoah Sanders’ Alben Rejoice und Heart is a Melody mit; 1994 war er noch als Arrangeur und Produzent von Nnenna Freelons Album Listen tätig.

## Diskographische Hinweise
- Circles (Embryo, 1970)
- Akelarre Sorta (1972)
- Omen (Arcana, 1972)